# Leuchttürme Stanislaw-Adschihol
Der Stanislaw-Adschihol-Leuchtturm (ukrainisch Маяк Станіслав-Аджигольський задній Majak Stanislaw-Adschyholskyj sadnij; russisch Маяк Станислав-Аджигольский задний Majak Stanislaw-Adschigolski sadni) ist ein 64 Meter hoher Leuchtturm in Hyperboloidkonstruktion im Liman der Dnepr-Mündung in das Schwarze Meer, gelegen zwischen den Dörfern Rybaltsche und Stanislaw ca. 30 Kilometer westsüdwestlich von Cherson, der 1911 durch den russischen Ingenieur, Erfinder und Universalgelehrten Wladimir Grigorjewitsch Schuchow errichtet wurde.

## Beschreibung
Der Stanislaw-Adschihol-Leuchtturm stellt ein Rotationshyperboloid dar. Der Durchmesser unten am Fundament ist 18 m, am oberen Ring 7 m. Die Höhe des Turmgerüsts vom Fundament bis zum oberen Ring beträgt 59 m. Auf der Fläche des oberen Ringes befindet sich eine achteckige Blechhütte für den Leuchtfeuerwärter mit 4 m Höhe. Die äußere Breite oder der Durchmesser des beschriebenen Kreises ist 6,5 m. Der Aufbau für das Laternenhaus ist sechseckig, Gesamthöhe mit Pyramidendach 7 m, äußere Breite, wie der Durchmesser des beschriebenen Kreises, 4,5 m. Das Turmgerüst besteht aus 60 Winkeleisen, die einander überschneiden und in geraden, ein Hyperboloid bildenden Linien ausgerichtet sind. Um die notwendige Verbindung der Winkeleisen der Hyperboloidkonstruktion herzustellen, sind daran von der Gerüstinnenseite mehrere waagrechte Ringe in 2 m Abstand voneinander befestigt. An den Kreuzungspunkten sind die Winkeleisen vernietet, und das so gebildete Gittergerüst des Turmes stellt ein verbundenes und starres System dar. In der Mitte des Turms ist über die gesamte Höhe ein Eisenrohr mit 2 m Durchmesser angebracht, in dem sich eine Wendeltreppe aus Stahl befindet.

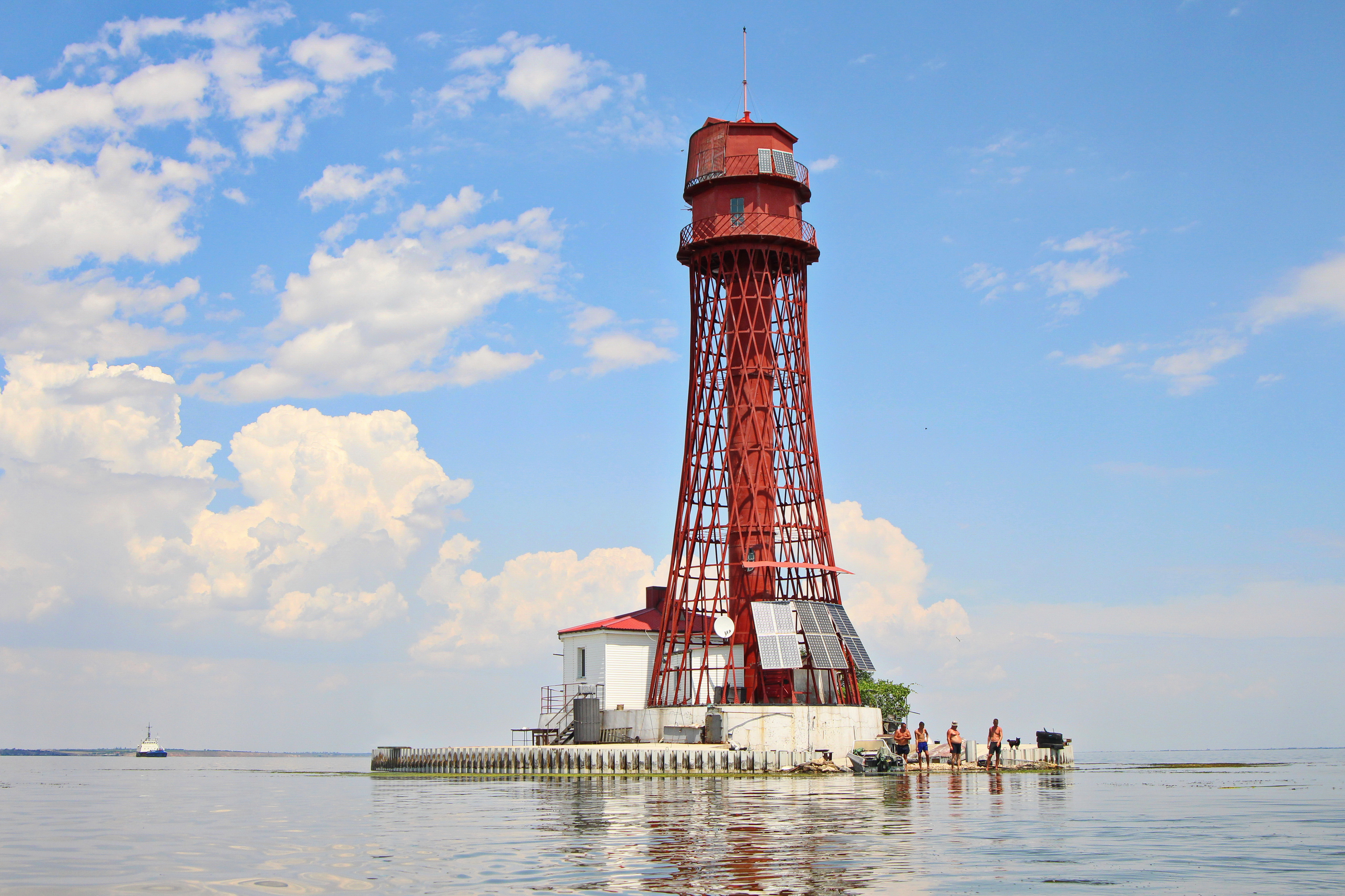
Adschihol-Unterfeuer

Das Konstruktionsprinzip des Rotationshyperboloids wurde unter anderem für den Bau des Canton Towers, des vierthöchsten Bauwerks der Welt, und des Kōbe Port Tower wieder aufgenommen.

### Richtfeuer
6,49 km westnordwestlich steht das Stanislaw-Adschihol-Unterfeuer, ein Leuchtturm ähnlicher Bauweise, jedoch nur 26 m hoch.

## Philatelistische und numismatische Würdigung

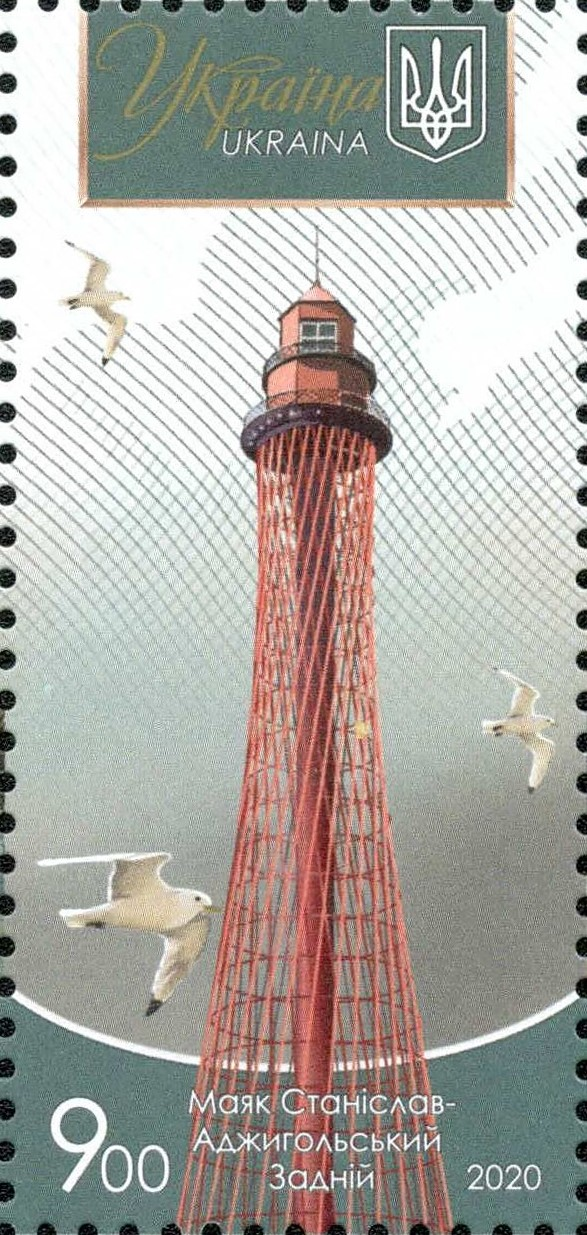
Der Stanislaw-Adschihol-Leuchtturm

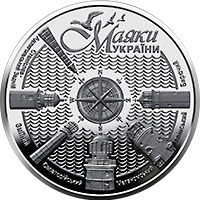
Gedenkmünze Leuchttürme der Ukraine

In philatelistischer Würdigung des Leuchtturms gab die Ukrainische Post mit Ausgabetag 15. September 2020 in einem Block von 6 Leuchtturm-Postwertzeichen  im Wert von 9 Hrywnja mit der Kennung Block B 180: (Nr. 1829–1834) heraus. Die Ausgabe erfolgte in einer Auflage von 25.000 Stück.
Am 22. Juli 2021 gab die Nationalbank der Ukraine eine Gedenkmünze Leuchttürme der Ukraine im Nennwert von 5 Hrywnja in einer Auflage von 350.000 Stück heraus. Auf ihr sind die Leuchttürme Stanislaw-Adschihol, Schlangeninsel, Evpatoria, Meganom, Ilinsky und Biryuchy dargestellt.